# 孟东
孟东，又称勐栋，是缅甸掸邦孟东县孟东镇区的镇治，靠近与泰国的边界。镇上有一座孟东机场。该镇地处丹老山脉，位于掸邦的南边，薩爾溫江以东。该镇也位于45号国道线上，通过该镇东北部的49号国道线与孟萨相连。

## 历史
孟东有一段动荡不安的历史。据掸族传说，纳黎萱大帝火化后骨灰埋于孟东的某座佛塔内。1888年，属于英屬緬甸的孟东、孟杭、孟哈和孟鸠被暹罗占领。暹罗虽然没有在孟萨驻军，但也将其纳为第5个郡。这些地区于日本入侵缅甸期间的1942年被泰国併吞，成源泰邦的领地。第二次世界大战结束后，回归英屬緬甸。
如今，此地区是少数民族反政府武装南掸邦军与缅甸国防军爆发冲突的地区之一。在孟东和孟萨镇区，国家和平与发展委员会要求佤邦联合军撤出一些军事前哨，政府军对拉祜族民兵施加更多的压力来征集到更多的士兵，并准备与南掸邦军和佤邦联合军作战。2009年，国家和平与发展委员会为孟东拉祜族民兵举办了三项基础军事训练课程。
因其地处缅泰边界，还是少数民族武装活跃区域，缅甸国防军在镇的外围建有IB277军事基地。仅孟东一镇就驻扎有缅军的5个营。麻醉药品的贩运孟东的主要问题，缅甸是继阿富汗之后世界第二大鸦片生产国，也是东南亚地区安非他明的主要生产国之一缅甸自由游骑兵声称军队参与了生产和贩运麻醉品活动，以便从鸦片、海洛因和安非他命的贸易中获利。种植的鸦不仅会为外贸进行而加工，而且还被当地村民吸食，造成了当地吸毒成瘾的问题。